# ساولا (بنگلادش)
ساولا (به لاتین: Saula) یک روستا در بنگلادش است که در استان باریسال و در ناحیه پیروج‌پور واقع شده است.